# RKS Kolejarz Rawicz

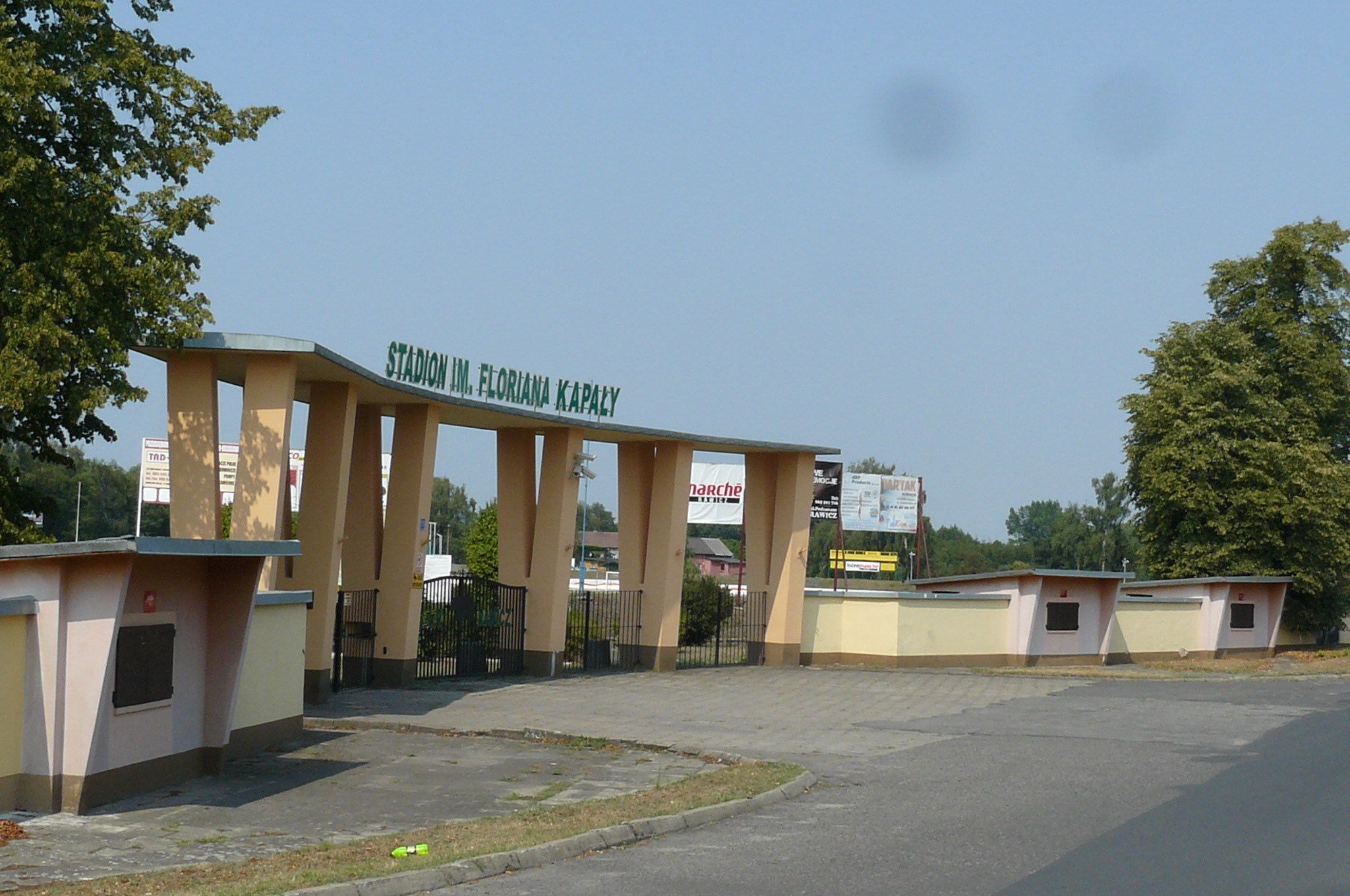
Stadion im. Floriana Kapały

RKS Kolejarz Rawicz – polski klub żużlowy z Rawicza.
W rozgrywkach ligowych brał udział w latach 1996–2023, przy czym w latach 2018–2021 w Rawiczu pod szyldem Kolejarza, na mocy umowy między klubami, występowała druga drużyna leszczyńskiej Unii.

## Historia
Klub został powołany z końcem 1993 roku. Nawiązywał do tradycji sekcji żużlowej KKS Kolejarz, którą rozwiązano z początkiem lat 60.
20 marca 1994 roku ponownie „czarny sport” zawitał do Rawicza. Odbyły się bowiem pierwsze oficjalne zawody. W meczu sparingowym ówczesny drużynowy mistrz Polski – Sparta Wrocław – uległ Unii Leszno. W roku 1996 RKS Kolejarz przystąpił do rozgrywek ligowych.
W latach 2018–2021 zespół startujący w lidze stanowił drugą drużynę Unii Leszno. Zespół startował w Rawiczu pod szyldem Kolejarza. Ze względu na problemy finansowe starty Niedźwiadków w sezonie 2018 stanęły pod znakiem zapytania, jednak pomocną dłoń wyciągnęła pobliska Unia Leszno, która zaproponowała rawickim działaczom współpracę, w wyniku której Kolejarz otrzymał wsparcie finansowe i stał się zapleczem szkoleniowym Unii. Drużyna otrzymała nową nazwę – Unia Kolejarz Rawicz – oraz nowe logo, natomiast herb klubu pozostał bez zmian.
Po sezonie 2021 zakończyła się współpraca Kolejarza i Unii, a klub z Rawicza przystąpił do kolejnego sezonu samodzielnie. Po raz ostatni Kolejarz wystąpił w rozgrywkach w sezonie 2023, po którym nie otrzymał licencji na starty w następnym sezonie.

## Sezony
| Sezon  | Rozgrywki ligowe | Rozgrywki ligowe | Rozgrywki ligowe | Uwagi                                                                             |
| Sezon  | Liga             | Liga             | Miejsce          | Uwagi                                                                             |
| ------ | ---------------- | ---------------- | ---------------- | --------------------------------------------------------------------------------- |
| 1996   | II               | II liga          | 9/12             |                                                                                   |
| 1997   | II               | II liga          | 7/11             |                                                                                   |
| 1998   | II               | II liga          | 6/12             |                                                                                   |
| 1999   | II               | II liga          | 8/13             |                                                                                   |
| 2000   | III              | II liga          | 1/7              |                                                                                   |
| 2001   | II               | I liga           | 5/8              |                                                                                   |
| 2002   | II               | I liga           | 6/8              |                                                                                   |
| 2003   | II               | I liga           | 7/8              | Przegrane baraże o utrzymanie                                                     |
| 2004   | III              | II liga          | 3/6              | 5. miejsce w rozgrywkach łączonych o awans                                        |
| 2005   | III              | II liga          | 5/6              |                                                                                   |
| 2006   | III              | II liga          | 8/9              |                                                                                   |
| 2007   | III              | II liga          | 1/7              |                                                                                   |
| 2008   | II               | I liga           | 8/8              |                                                                                   |
| 2009   | III              | II liga          | 7/7              |                                                                                   |
| 2010   | III              | II liga          | 4/8              |                                                                                   |
| 2011   | III              | II liga          | 7/8              |                                                                                   |
| 2012   | III              | II liga          | 1/6              |                                                                                   |
| 2013   | II               | I liga           | 7/7              |                                                                                   |
| 2014   | III              | II liga          | 5/6              |                                                                                   |
| 2015   | III              | II liga          | 5/5              | Awans w wyniku reorganizacji rozgrywek – podjęto decyzję o połączeniu I i II ligi |
| 2016   | II               | I liga           | 11/11            |                                                                                   |
| 2017   | III              | II liga          | 7/7              |                                                                                   |
| 2018 1 | III              | II liga          | 3/7              |                                                                                   |
| 2019 1 | III              | II liga          | 6/7              |                                                                                   |
| 2020 1 | III              | II liga          | 5/6              |                                                                                   |
| 2021 1 | III              | II liga          | 3/7              |                                                                                   |
| 2022   | III              | II liga          | 3/7              |                                                                                   |
| 2023   | III              | II liga          | 7/7              |                                                                                   |

| Poziom ligowy | Liczba sezonów | Sezony                                           |
| ------------- | -------------- | ------------------------------------------------ |
| II            | 10             | 1996–1999, 2001–2003, 2008, 2013, 2016           |
| III           | 18             | 2000, 2004–2007, 2009–2012, 2014–2015, 2017–2023 |

1 Przed sezonem 2018 Kolejarz Rawicz podjął współpracę z Unią Leszno, w wyniku czego w latach 2018–2021 w rozgrywkach ligowych występowała druga drużyna Unii Leszno. Zespół startował w Rawiczu pod szyldem Kolejarza.

## Osiągnięcia

### Międzynarodowe
Poniższe zestawienia obejmują osiągnięcia klubu oraz indywidualne osiągnięcia zawodników krajowych (w zawodach drużynowych, par i indywidualnych) i zagranicznych (w zawodach indywidualnych) w rozgrywkach pod egidą FIM oraz FIM Europe.

#### Mistrzostwa świata
Indywidualne mistrzostwa świata juniorów
- 2. miejsce (1):
  - 2015 –  Anders Thomsen

#### Mistrzostwa Europy
Mistrzostwa Europy par
- 2. miejsce (1):
  - 2013 –  Mariusz Puszakowski

Indywidualne mistrzostwa Europy juniorów
- 1. miejsce (1):
  - 2015 –  Anders Thomsen